# 游荡弹药
游荡弹药（英語：loitering munition），也被称为自杀式无人机（suicide drone）或神风无人机（kamikaze drone），也被译为徘徊彈藥、巡弋彈藥或巡飞弹。它是一种空中武器系统。工作方式是在攻击弹药在目标区域周围一段时间内遊蕩偵察，并且只有在找到目标后才会发动攻击。游荡弹药可以短时间对发现的目标进行攻击，而不需要在目标区部署高价值作战平台，也可以轻松终止攻击，还可以选择性的攻击高价值目标。
游荡弹药是结合巡弋飛彈和無人航空載具優點的武器。它们与巡航导弹的不同之处在于它们的设计目的是在目标区域周围徘徊相对较长的时间，而与普通无人机相比，游荡弹药自身就是携带炸药的攻击武器。
现今回溯，游荡弹药出现在1980年代，用于压制敌方防空系统和防空导弹。2000年开始。游荡弹药已经开发了更多的用途，从相对远距离的打击和近距离战场支援，小巧到可以放在背包里。

## 定义
英国国防部给游荡弹药的定义是：游荡弹药是低成本的精确制导弹药，可以在空中保持一定的时间，迅速攻击陆地或海上非视线之内的目标。徘徊弹药由操作人员控制，操作人员可以看到目标及其周围地区的实时图像，从而以确切的时间、姿态和方向控制攻击静态、可移动或移动中目标，也包括为目标识别和确认过程提供帮助。

## 历史

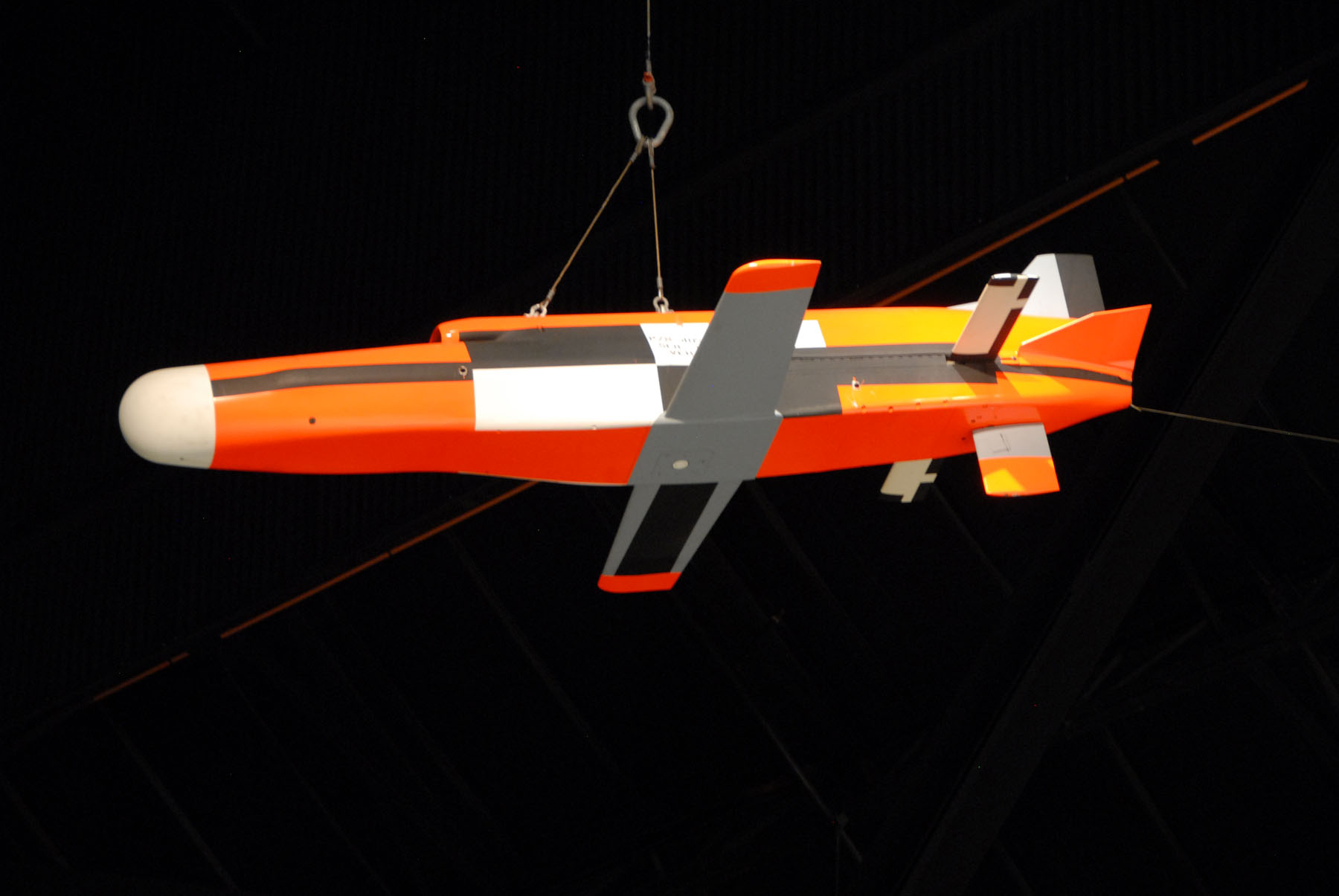
诺斯洛普AGM-136A战术彩虹反辐射导弹，收藏于俄亥俄州美国空军国家博物馆

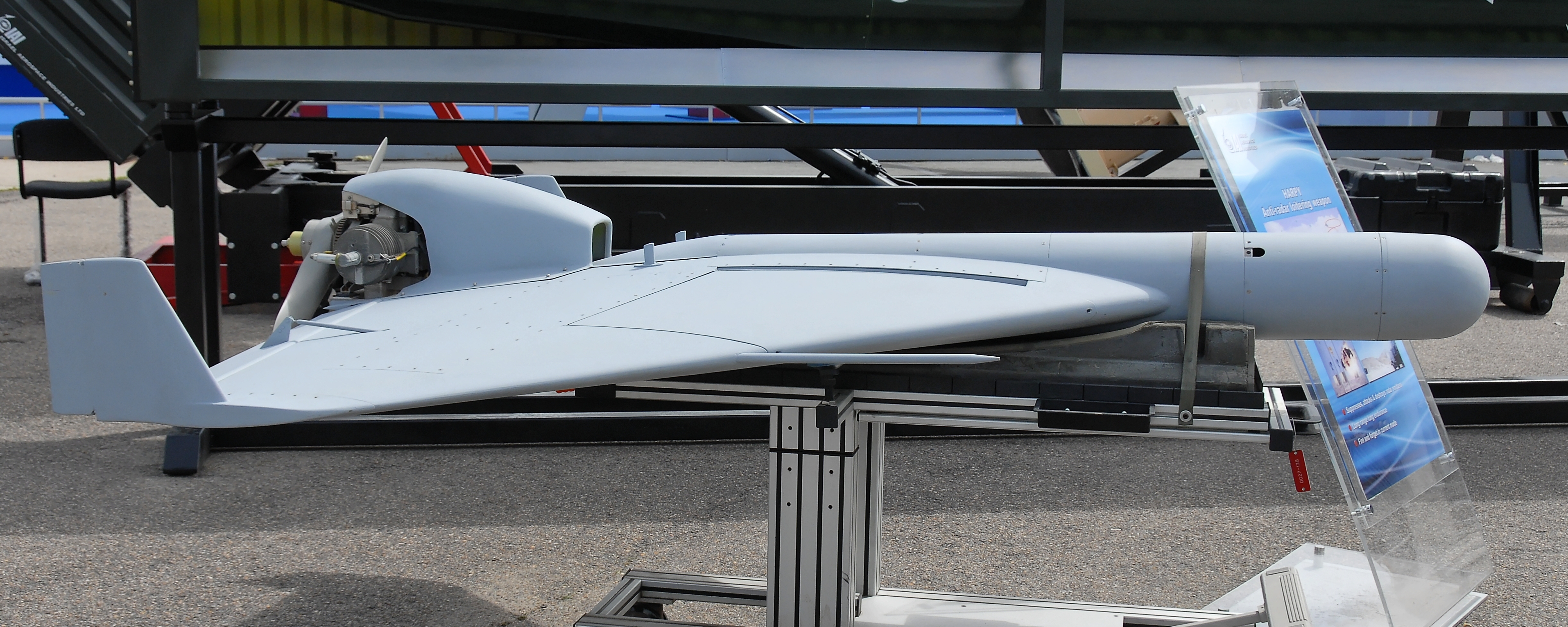
以色列哈比无人机，2007年巴黎航展

最初，游荡弹药并不被称为游荡弹药，而是称为 "自杀式无人机 "或 "游荡导弹"。不同的消息来源指出，该武器类别的起源有多个。一些消息来源提到了20世纪80年代早期以色列的德立拉飛彈Delilah （页面存档备份，存于）变体或失败的美国反辐射导弹AGM-136 Tacit Rainbow项目。另外，1980年代末被广泛出口的以色列哈比无人机IAI Harpy被一些人认为是第一个游荡弹药系统 。 IAI Harpy 或 AGM-136 Tacit Rainbow，是将反辐射传感器与指挥控制和巡航能力集成到无人机或导弹机身中。这使得攻击部队可以将相对便宜的弹药放置在可疑的 敌方防空区位置，并在 防空雷达可见的那一刻迅速攻击。与替代的野鼬鼠任务喷气式战斗机相比，这将无人机作为诱饵与攻击角色结合在一个小型且相对便宜的平台上。相比现代游荡弹药，缺少了ISR 数据能力，但是提供了非常重要的灵感。

## 设计结构
已知的游荡弹药由机翼及尾翼、弹体外壳、推进装置、传感器、数据链通信机构、战斗部等6个主要部件。

### 弹体外壳
根据发射方式不同，使用不同材料。如果使用炮射，在发射时需要承受几个G的重力加速度，必须使用坚固的外壳。

### 推进装置
常见的引擎有电动机、内燃机、小推力涡轮喷气发动机、涡轮风扇发动机以及脉冲喷气发动机

### 传感器
常见的传感器类型有白光电视、微光电视、前视红外、毫米波雷达、激光雷达等

### 数据链通信机构
游荡弹药数据链使用电磁环境比较复杂，随着敌对方的电子战和网络战能力的加强，要求数据链通信距离远、数据容量大、抗干扰能力强、指向性佳、保密性高。

### 战斗部
游荡弹药想定攻击对象往往是多样化且难以预测的，从软目标到硬目标、从步兵集群到装甲车辆，甚至还会被用来攻击坚固掩体下的目标。

## 分类

### 外形分类
根据已知的游荡弹药外形可以分为6类：

#### 传统固定翼型
主翼固定在机身上，利用前进时产生的升力进行飞行的飞行器。它不像旋翼飞行器那样垂直起降，而是从跑道、发射台、人力投掷等起飞。如果降落需要很大的空间，但相比旋翼无人机，它的优势是可以飞行距离较远，并且受天气影响较小。

##### 苏联
圖波列夫 Tu-141

##### 伊朗
Arash 2

##### 乌克兰
Ukroboronprom RAM
「海狸」（Beaver）自殺式無人機

#### 鸭式布局型
采用鸭式布局的飞行器在正常飞行状态下并没有多少优越性，但是当飞行器需做大强度的机动如上仰、小半径盘旋等动作时，飞行器的前翼和主翼上都会产生强大的涡流，两股涡流之间的相互偶合和增强，产生比常规布局更强的升力。

#### 三角翼型
三角翼型的设计使其在空气中具有非常好的机动性和稳定性，能够进行快速、灵活的转弯和急剧的升降。由于其结构紧凑、重量轻，以及良好的空气动力学效应，三角翼型飞行器能够在较长的时间内进行飞行。可以在不同的高度、温度和气压下飞行，并且可以适应各种环境因素的变化。也可以搭载各种传感器、相机等设备，用于监测、侦查、勘察等任务。同时，它也可以搭载武器，进行攻击或防御任务。由于其简单的结构和较少的零部件，三角翼型飞行器的维护成本相对较低。
见证者-136

#### 十字形机翼型
十字形机翼型的设计的特点包括：
1. 独特的机翼形状：十字形机翼是一种非常独特的机翼形状，它具有四个翼面，可以提供更好的升力和稳定性。
2. 高速巡航能力：由于十字形机翼的设计，机翼表面对流的阻力会减少，从而使得飞行器具有更高的高速巡航能力。
3. 相对较小的起降距离：十字形机翼的设计可以减小起降距离，这是因为机翼表面的升力会增加，同时还可以减小飞行器的重心高度。
4. 更好的操纵性能：由于具有四个翼面，十字形机翼可以提供更好的操纵性能，从而使飞行器的机动性更强。
5. 适用于垂直起降：由于十字形机翼的设计，它非常适合垂直起降的应用。

土耳其
Athlone Avia ST-35 Thunder

#### 串联式机翼型
串联机翼是指将两个或多个机翼分别以不同的角度连接在一起，形成一个整体的飞行器翼面。可以提高升力效率：串联机翼可以提高整个翼面的延展比和展弦比，减小翼面阻力，从而提高升力效率。改善稳定性：由于串联机翼形成的整个翼面具有更大的面积和更小的迎角，故可以改善飞行器的稳定性。减小空气动力噪声：机翼与机翼之间的间隙可以减小空气动力噪声，使得飞行器的噪声水平降低。增加载荷量：由于串联机翼形成的翼面相当于是一个较大的翼面，所以可以增加飞行器的载荷容量。增加设计灵活性：使用串联机翼的飞行器可以采用一些新颖的机身布局方式，从而增加设计灵活性。

#### 旋翼机型
旋翼机型的设计特点：
1. 垂直起降：旋翼机型飞行器可以像直升机一样垂直起降，不需要像传统固定翼飞机一样需要跑道起降。
2. 悬停能力：由于旋翼的设计，旋翼机型飞行器可以进行悬停，即在原地停留而无需移动，这使得它非常适合需要静止观察、搜救和其他类似应用。
3. 较小的飞行空间：旋翼机型飞行器可以在较小的飞行空间内自由操纵，这使得它适合于城市、森林等不利于传统飞行器操作的环境中使用。
4. 灵活性：旋翼机型飞行器可以进行垂直起降和悬停，以及快速转向和变速，这使得它具有更高的灵活性，可适应多种任务。
5. 相对较低的巡航速度：由于旋翼的设计，其巡航速度相对较慢，因此适用于需要详细观察或执行慢速任务的场景。

例如，西班牙Strix

### 发射方式分类
1. 使用火炮、火箭炮或发射箱、架中发射。
2. 航空载具投放型，由航空载具携带，到达预定空域后与母机分离，展开自身弹翼和动力系统，开始工作。与其它发射方式的游荡弹药相比，射程较远、巡飞时间更长；多配用战斗部，具有对陆攻击能力。
3. 单人投放的巡飞弹，这类巡飞弹有多种用途，可执行近距离侦察或攻击任务。由士兵携带的管式发射器弹射，在弹道顶点展开自身弹翼和动力系统开始工作。[4]

## 设计要点
截至2022年的工程领域中，似乎没有任何科学文献专门涉及徘徊弹药的整体配置和飞行性能设计。根据公有领域发现的游荡弹药使用情况而进行的设计分析得出，相比其它飞行器游荡弹药设计更突出以下要点：
1. 长时间滞空能力，或续航时间
2. 俯冲攻击速度
3. 外部干扰的情况下实现精确控制弹道的能力
4. 游荡能力，或盘旋飞行的能力
5. 发射系统尺寸

## 特点
游荡弹药可能很简单，它可以是一个被派去执行神风特攻队任务附带炸药的无人驾驶飞行器（UAV），甚至可能简单到商用四旋翼飞机绑着爆炸物。
专门制造的游荡弹药在飞行和控制能力、弹头大小和设计以及用于定位目标的传感器方面更加精细。一些游荡弹药使用人类操作员来定位目标，而其他弹药，如哈洛普自杀无人机IAI Harop，可以在没有人类干预的情况下自主搜索和发动攻击。另一个例子是UVision HERO解决方案--游荡系统是远程操作并由通信系统实时控制，配有电子光学摄像机，其图像由指挥和控制站接收。
一些游荡的弹药如果在攻击中没有使用，如果有足够的燃料，可以返回并由操作员回收，如波兰WARMATE游荡弹药。其他系统，如Delilah没有回收选项，在任务中止时自毁。

### 优势
游荡弹药体积比较小，可以低空飞行，传统防空系统很难发现，相比传统导弹价格便宜，在某些型号可重复使用，尽管大多数是消耗性的，但是极具性价比。并且与无人机具有不同的法律框架，从而简化了它们的使用。从定义上讲，它们是高度精确的武器，可以实施高精度攻击；可以最大限度地减少附带损害，因为可以做到最后一刻中止任务。游荡弹药可以蜂群攻击，也可也单个实施攻击。除了攻击之外，它们还可以提供重要的 ISR 数据、进行损害评估或包括在标记的目标。相比其它无人机系统，培训时间大大缩短。例如捕食者无人机的人员培训需要6-9月，而Uvision航空器公司声称，使用HERO模拟器可以缩短到几个小时。

### 缺点
游荡弹药在军事行动中可能造成平民死亡、受伤、残疾或心理创伤。除此之外，游荡弹药如果不能正常工作会变成未爆炸弹药，可能污染土壤、水和空气，并对野生动物造成伤害。也可能意外引爆，造成人员伤亡和财产损失。

## 使用
- 俄烏戰爭
- 2020年纳戈尔诺-卡拉巴赫战争
- 2021年7月阿曼灣事件[6]
- 2023年紅海危機

## 产品和用户

### 阿塞拜疆
IAI Harpy, IAI Harop, Orbiter 1K, STM Kargu

### 波兰
WB Electronics Warmate

### 亚美尼亚
HRESH，BEEB 1800

### 俄罗斯
KUB-BLA， ZALA Lancet，见证者-131无人机，见证者-136无人机

### 美国
弹簧刀无人机，鳳凰幽靈

### 伊朗
见证者-131无人机，见证者-136无人机，Qasef-1，Raad 85

### 以色列
IAI Harpy, IAI Harop, IAI Green Dragon, IAI Rotem L, Aeronautics Defense Orbiter Orbiter 1K MUAS, Delilah, SkyStriker

### 也门

#### 胡塞武装
Qasef-1

### 中国
IAI Harpy, CH-901, WS-43, ASN-301, RF70/90/200, BG-201, S570, YS-20, CM-501系列, Cruise Dragon 10/60

### 中华民国

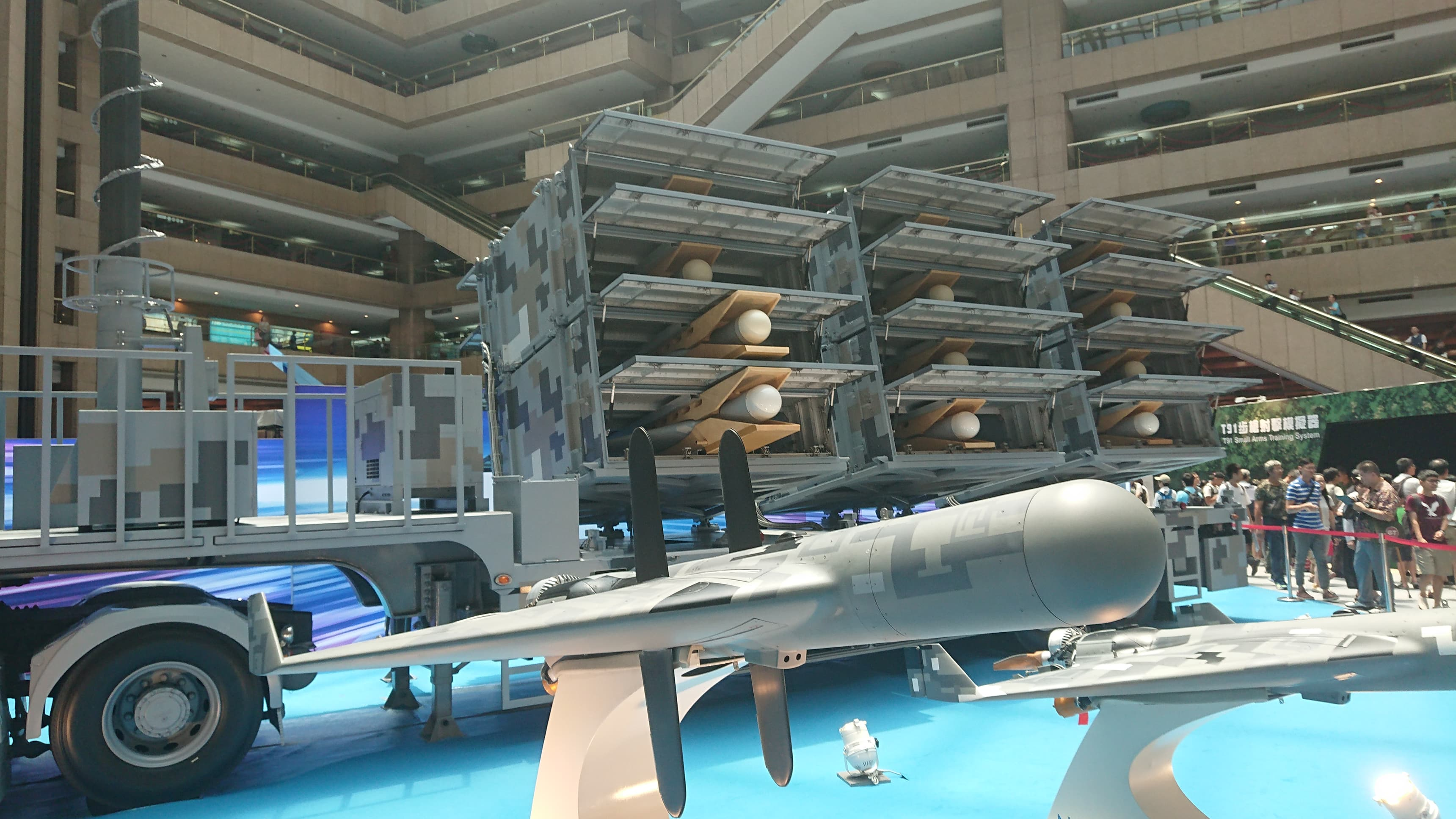
劍翔無人機

- 劍翔無人機
- 火紅雀無人機
- 勁蜂攻擊無人機